# Krrish
Krrish is een uit 2006 stammende Bollywoodfilm geregisseerd door de Indiase regisseur Rakesh Roshan. De film werd uitgebracht op 23 juni 2006 als een vervolg op Koi... Mil Gaya. Men beschouwt het als de eerste grote superheldfilm uit Bollywood sinds Mr. India van Shekhar Kapur (1987). De mannelijke hoofdrol is voor Hrithik Roshan, die de superheld-tegen-wil-en-dank Krishna alias Krrish speelt. Zijn vrouwelijke tegenspeelster is Priyanka Chopra, die de mooie Priya speelt. Andere rollen zijn er van Rekha, Naseeruddin Shah en Preity Zinta, die een "special appearance" maakt als Nisha, het personage uit deel één.
De film is een combinatie van sciencefiction, actie en romantiek, verfilmd zowel in het hooggebergte van India als in de stadstaat Singapore. De film bevat een vijftal Bollywoodsongs, onder andere het romantische Pyaar ki ek kahani (Een liefdesverhaal). Er zijn vele speciale effecten en goede acteerprestaties. Er is duidelijk sprake van reclame in de film, onder andere van Singapore en Lay's chips. De film is verkrijgbaar op DVD met Nederlandse ondertitels.

## Verhaal
Krishna blijkt over bijzondere talenten te beschikken. Zo kan hij als kind prachtig tekenen. Als jonge volwassene kan hij sneller rennen dan een paard, sneller een berg beklimmen dan een aap en met de hand vissen uit het water vangen. Hij woont in een afgezonderd berggebied bij Sonia, zijn grootmoeder. Zijn vader Rohit is vermist en beschouwt men als overleden. Zijn moeder Nisha kon de aangenomen dood van Rohit niet aan en is dan ook korte tijd na een laatste telefoongesprek met hem overleden.
Krishna redt met behulp van zijn krachten een crashende hangglider van een wisse dood. Deze blijkt een beeldschone vrouw, Priya, te zijn. Krishna wordt na verloop van tijd verliefd op haar. Zij echter niet op hem, wel vindt ze hem ontzettend aardig. Priya is Indiase, maar woont en werkt in Singapore en vertrekt weer naar Singapore na haar vakantie. Krishna is erg bedroefd dat ze moet vertrekken.
In Singapore wordt Priya ontslagen bij het tv-station waar ze werkt omdat zij vijf dagen te laat van vakantie was teruggekeerd uit India. Als list om haar baan te redden bedenkt ze echter om Krishna met zijn speciale gaven naar Singapore te halen, om zo spectaculaire tv-shows te kunnen maken.
Met een geveinsde verliefdheid verleidt ze Krishna er inderdaad toe om naar Singapore te komen. De oma van Krishna is hier sterk op tegen, maar omdat ze ziet dat hij van Priya houdt, laat ze de reis toch toe, onder voorwaarde dat Krishna zijn speciale krachten verborgen houdt en zo snel mogelijk samen met Priya terug naar India komt.
In Singapore houdt Priya Krishna aan het lijntje. De shows worden echter geen succes vanwege het feit dat er niets spectaculairs gebeurt, doordat Krisha zijn krachten niet gebruikt. Krishna maakt kennis met een circusartiest, die hij ook helpt. De circusartiest nodigt Krishna uit in het circus. Op de avond dat Krishna aanwezig is, breekt er echter gedurende de voorstelling brand uit. Terwijl de tent brandt, is er nog een vrouw en een aantal kinderen aanwezig. Krishna weet dat hij iedereen kan redden, maar heeft beloofd zijn krachten niet te tonen. Zijn oog valt echter op een masker, dat hij opdoet. Iemand die hem daarmee ziet en aan hem vraagt wie hij is, antwoordt hij: "Krrish..", hij maakt zijn naam dus niet af. Hiermee is de superheld geboren. Met het masker op redt de gemaskerde Krishna de vrouw en alle kinderen.
Priya dreigt ondertussen de identiteit van Krishna als Krrish vrij te geven in een tv-programma. In de tussentijd is ze echter echt verliefd geworden op Krishna. Dit komt aan het licht als ze gaat huilen wanneer ze ziet dat Krishna in elkaar geslagen wordt als hij tijdens een gevecht met een straatbende bewust zijn speciale krachten niet gebruikt.
Krishna heeft, zonder dit te weten, zijn speciale krachten van zijn vader Rohit.
Rohit heeft de krachten gekregen van een buitenaards wezen, Jadoo. Rohit is ingepalmd door de misdadige dr. Arya, voor wie hij een computer heeft gebouwd om in de toekomst te kijken. Voor zijn familie is Rohit dood. Het werkelijke verhaal is echter dat Rohit zichzelf als authenticatie voor de computer heeft gedefinieerd. Toen de computer, 20 jaar eerder, gereed was wilde dr. Arya Rohit vermoorden. Rohit had dit echter enkele minuten op voorhand zien aankomen tijdens een test van de computer en had de computer kunnen vernietigen. Echter, dr. Arya had nog wel de ontwerpgegevens en liet een ploeg ingenieurs de computer opnieuw bouwen. Omdat dr. Arya Rohit nodig had voor de authenticatie, hield hij Rohit al die tijd in leven in een vegetatieve staat.
20 jaar later is de computer eindelijk af en dr. Arya slaagt erin hem te starten met behulp van Rohit. Echter, hetgeen hij ziet is zijn eigen dood, 15 minuten later. Dit gebeurt doordat Krishna inmiddels op de hoogte is en zich een weg heeft gebaand naar het complex waar de computer staat. Krishna slaagt erin Arya te vermoorden, de nieuwe computer te vernietigen en zijn vader te redden.
Aan het einde van de film zijn Krishna met zijn liefde Priya en zijn vader Rohit terug in India bij Sonia. Rohit is bedroefd dat Nisha dood is. In de slotscène bedanken ze het ruimtewezen Jadoo.

## Rolverdeling
- Hrithik Roshan als Krishna "Krrish" Mehra/ Dr. Rohit Mehra
- Priyanka Chopra als Priya Kalyanan
- Naseeruddin Shah als Dr. Siddhant Arya
- Rekha als Sonia Mehra
- Manini Mishra als Honey Arora
- Sharat Saxena als Dr. Vikram Sinha
- Archana Puran Singh als Nayantara
- Bin Xia als Kristian Li / Krrish
- Hemant Pandey als Bahadur
- Puneet Issar als Komal Singh
- Akash Khurana als Hoofd Katholieke school
- Kiran Juneja als Amisha Kalyanan
- Yu Xuan als zus van Kristian
- Preity Zinta als Nisha Mehra (gastoptreden)
- Rakesh Roshan als Dr. Sanjay Mehra (beelden uit Koi... Mil Gaya)

## Kritieken en beoordelingen

### Professionele critici
De reacties op Krrish waren over het algemeen positief, zowel in India als de rest van de wereld. Op de filmsite Rotten Tomatoes is de gemiddelde waardering 100% gebaseerd op zes beoordelingen.
In India schrijft Taran Adarsh van IndiaFM.com dat Krrish een enorm opwindende en overtuigende ervaring is. Hij vindt de film beter dan Superman, Batman en Spider-Man.
B4U TV kwam ook met een over het algemeen positieve beoordeling, waarin men de tweede helft van de film prees. Jaspreet Pandohar van de BBC was kritisch over het script vanwege "weinig origineel", maar hij prees de prestatie van Hrithik Roshan en de actiescènes in choreografie van Tony Ching Siu-Tung.
Raam Tarat, die een beoordeling 7/10 aan de film gaf, vond het een combinatie van Superman, Spiderman en The Matrix.
Richard James Havis van The Hollywood Reporter merkte op dat het gaat om een "Bollywood-epos dat romantiek, comedy, buitenaardse wezens, gevechtssporten, dansen en actie bij elkaar brengt om een onderhoudend verhaal te vertellen over een onwillige Indiase superheld". Hij merkt echter ook op dat de film "far too crazed" zou zijn voor niet-Indiase filmliefhebbers. David Chute van L.A. Weekly vond het een hartig stuk pulpcinema dat echt aan je ribben blijft zitten. Ronnie Scheib van Variety kenschetst de film als een onderhoudende, maar enorm onwaarschijnlijke brok escapisme. Laura Kern van The New York Times vond het een mengeling van onvoorzichtige romantiek, verbluffende actie en sciencefiction. Leo Goldsmith van notcoming.com had kritiek op de speciale effecten en de aanwezigheid van sponsoring in de film.

### Publiek
In België scoort deze Indiase film op de website van bioscoopfirma Kinepolis 4 sterren op 5, op basis van 155 beoordelingen.
Op IMDB is de beoordeling 6,2 op 10, op basis van in totaal 2.346 stemmen.

## Commercieel succes
In India is Krrish een van de meest succesvolle films van deze tien jaar. De film deed het ook buiten India zeer goed en werd wereldwijd de op een na meest succesvolle Indiase film van 2006, na Dhoom 2.
- India (20 september 2008) : Rs 734.700.000 netto[10]
- Buitenland (20 september 2008) : Rs 190.000.000[11]